# Мереній-де-Жос
Мереній-де-Жос (рум. Merenii de Jos) — село у повіті Телеорман в Румунії. Адміністративний центр комуни Мерень.
Село розташоване на відстані 42 км на південний захід від Бухареста, 38 км на північний схід від Александрії, 146 км на схід від Крайови.

## Населення
За даними перепису населення 2002 року у селі проживала 1861 особа.
Національний склад населення села:
| Національність | Кількість осіб | Відсоток |
| -------------- | -------------- | -------- |
| румуни         | 1730           | 93,0%    |
| цигани         | 131            | 7,0%     |

Рідною мовою назвали:
| Мова      | Кількість осіб | Відсоток |
| --------- | -------------- | -------- |
| румунська | 1838           | 98,8%    |
| циганська | 23             | 1,2%     |